# Макдональд, Хью Джон
Хью Джон Макдональд (англ. Hugh John Macdonald; 13 марта 1850, Кингстон, Западная Канада — 29 марта 1929, Виннипег, Манитоба) — канадский юрист и государственный деятель, сын Джона А. Макдональда. Депутат Палаты общин Канады двух созывов от Либерально-консервативной партии, министр внутренних дел Канады в правительстве Ч. Таппера, премьер-министр Манитобы в 1900 году. Рыцарь-бакалавр (1913).

## Биография

### Происхождение, детство и юность
Хью Джон Макдональд родился в 1850 году в Кингстоне (Западная Канада) в семье генерального прокурора Джона Александра Макдональда и Изабеллы Кларк-Макдональд. Он был вторым (и единственным выжившим) сыном в семье; его старший брат умер в младенчестве. Отец по долгу службы мало бывал дома, и после смерти матери в 1857 году Хью рос в Кингстоне в доме своей тёти Маргарет и её мужа — пресвитерианского священника и профессора колледжа Куинс Джеймса Уильямсона.
В 1860 году отец отдал Хью в подготовительную школу колледжа Куинс, и по её окончании Макдональд-младший поступил в Куинс на первую степень. Ближе к концу его первого года обучения из-за рейдов фениев с территории США. В марте 1865 года Хью поступил добровольцем в народное ополчение — 14-й батальон Собственного стрелкового полка принцессы Уэльской — и провёл лето, патрулируя канадскую сторону реки Святого Лаврентия, но в боях не участвовал.
В конце лета 1865 года Макдональд-младший продолжил обучение, но уже в Торонтском университете. В 1869 году получил степень бакалавра искусств и поступил в школу права Оттавского университета (позже опять перевёлся в Торонто). В 1870 году присоединился добровольцем в чине энсина к военной экспедиции Гарнета Вулзли, направленной на Северо-Западную территорию во время восстания в Ред-Ривере.

### Адвокатская практика и личная жизнь
После окончания восстания вернулся в Торонто для завершения учёбы. Проходил практику в Оттаве в юридической фирме Льюиса и Пини, в 1872 году получил адвокатскую лицензию, после чего присоединился к адвокатской конторе отца. В 1876 году женился на вдове Джин Кинг — старшей из детей богатого торонтского торговца Уильяма Маррея. Джон А. Макдональд первоначально возражал против брака сына с Кинг, которая была католичкой, но позднее примирился с этим. В 1877 году у Хью и Джин родилась дочь Изабелла Мэри, которую в семье называли Дейзи.
После женитьбы на Кинг Хью открыл собственную адвокатскую контору в Торонто, но в 1877 году снова вернулся в отцовскую фирму. После того, как Макдональд-старший в 1878 году был переизбран на пост премьер-министра Канады, Хью фактически возглавил семейное дело.
В 1881 году Джин, у которой после рождения дочери пошатнулось здоровье, умерла, и на следующий год Макдональд-сын перебрался в Виннипег. Там он основал юридическую фирму совместно с Джеймсом Стюартом Таппером, сыном будущего премьер-министра Канады Чарльза Таппера. В 1883 году Макдональд женился вторично, его супругой стала Агнес Гертруд Ванкафнет, племянница двух близких друзей отца. Год спустя в этом браке родился сын, которого назвали Джон Александр.
В Виннипеге в 1883 году Макдональд стал одним из организаторов местного ополчения, известного как 90-й Виннипегский стрелковый батальон. В звании капитана (по другим источникам, лейтенанта) этого батальона он в 1885 году принял участие в военных действиях в ходе подавления Северо-Западного восстания (бои при Фиш-Крик и Батоше), вернувшись к адвокатской практике в июле того же года. В 1890 году получил пост королевского адвоката.

### Политическая карьера
В 1891 году Хью Джон Макдональд был избран депутатом Палаты общин Канады от Виннипега. На выборах он представлял Либерально-консервативную партию, которую на тот момент возглавлял его отец, и победил с разницей в 500 голосов. Однако после смерти Джона А. Макдональда в том же году Хью Джон недолго оставался в парламенте и после трёх сессий ушёл в отставку в 1893 году. «Канадский биографический словарь» объясняет этот шаг несколькими причинами. Сам Макдональд ссылался на тяжёлое финансовое положение, но свою роль могли сыграть его врождённая застенчивость и нелюбовь к публичной жизни, а также тот факт, что по ряду ключевых политических вопросов его взгляды отличались от позиций отцовской партии. В частности, он поддерживал курс либералов Онтарио на лишение французского языка официального статуса и отмену субсидий религиозным школам.
В 1894 году Макдональд отклонил предложение премьер-министра Макензи Боуэлла вернуться в политику, но двумя годами позже принял аналогичное предложение Чарльза Таппера, чьим сыном был его партнёр по адвокатской фирме. 1 июня 1896 года он был назначен на пост министра внутренних дел в кабинете Таппера, но вскоре после этого правительство ушло в отставку. Хотя Макдональд снова победил в своём избирательном округе, на должность министра он не вернулся. Вскоре после этого решением суда его победа на выборах была признана недействительной, а в перевыборах он участвовать отказался.
В 1897 году консерваторы Манитобы обратились к Макдональду с предложением возглавить партию на предстоящих провинциальных выборах. Он дал согласие и на выборах в декабре 1899 года не только победил в собственном округе (с разницей в 60 голосов), но и привёл Консервативную партию Манитобы к победе над Либеральной партией во главе с Томасом Гринуэем. Заняв кресло премьер-министра провинции (а также посты генерального прокурора, комиссара по муниципальным делам и комиссара по железным дорогам), Макдональд за всего одну сессию законодательного собрания провёл порядка 80 законопроектов, входивших в избирательную программу, наиболее известным из которых стал запрет на продажу в провинции алкогольных напитков.
Макдональд ушёл в отставку с поста премьера Манитобы уже после первой сессии законодательного собрания, освободив место для бывшего лидера партии Родмонда Роблина, пользовавшегося в ней широкой поддержкой. По просьбе друзей в руководстве федеральной Консервативной партии он принял участие в федеральных выборах 1900 года в округе, который на тот момент представлял в парламенте либерал Клиффорд Сифтон, занимавший пост министра внутренних дел. Хотя на провинциальных выборах консерваторы успешно выступили в этом округе, на федеральном уровне Сифтон одержал убедительную победу, и после этого Макдональд навсегда ушёл из политики.

### Последний период жизни
В течение следующего десятилетия Макдональд вёл адвокатскую практику. В это время, в 1905 году, умер в возрасте 20 лет от осложнений диабета его единственный сын Джон Александр (Джек). В 1911 году правительство Роблина назначило Макдональда судьёй полицейского суда Виннипега. В 1913 году он был произведён в рыцари-бакалавры. Через два года был включён в комиссию, рассматривавшую злоупотребления провинциального правительства при строительстве зданий законодательного собрания Манитобы и единогласно признавшую Роблина и нескольких его коллег в заговоре с целью получения материальной выгоды.
В ходе трудового конфликта 1917—1918 годов Макдональд был в числе тех, кто возражал против создания профсоюза полицейских. В 1919 году он занимал крайне реакционные позиции в ходе Виннипегской общей забастовки, после которой выступал за полную депортацию «нежелательных чужаков».
Перенеся в 1927 году ампутацию левой ноги, Макдональд два года спустя отказался от второй ампутации. Он умер от начавшегося заражения крови 29 марта 1929 года, через несколько дней после своего 79-го дня рождения. Похоронен на кладбище Сент-Джонс в Виннипеге рядом с сыном; вторая жена пережила мужа на 11 лет. Дочь Хью Джона, Дейзи, в 1915 году вышла замуж за инженера-строителя Джорджа Гейнсфорда. Один из сыновей, родившихся в этом браке, умер бездетным, второй (также получивший имя Хью) долгое время на добровольных основах выполнял обязанности гида в доме деда, получившем статус музея.